# Spezial Werkzeugfabrik Feuerbach
SWF (Spezial Werkzeugfabrik Feuerbach) est un équipementier automobile faisant partie du groupe français Valeo depuis 1998 et spécialisé dans le développement de dispositifs d'essuyage.